# Principessa d'Orange
Principessa d'Orange è il titolo utilizzato dagli eredi di sesso femminile al trono dei Paesi Bassi, e per le consorti degli eredi maschi prima del 2002. 
L'attuale principessa d'Orange, Caterina Amalia di Orange-Nassau, è la prima principessa d'Orange per proprio diritto dopo Maria di Baux-Orange, principessa d'Orange (1393–1417), che co-regnò con suo marito Giovanni III di Chalon-Arlay, principe d'Orange (1393-1418). Dal 1171 al 1815 il titolo fu utilizzato per le mogli dei principi sovrani d'Orange durante i loro regni. 
Prima del 1983 le eredi apparenti olandesi non ricevevano il titolo, poiché era riservato al maggiore dei figli del re e alla moglie di questi. Il 30 aprile 2013, dopo l'ascesa al trono di suo padre, divenuto il re Guglielmo Alessandro, la principessa Caterina Amalia è diventata la prima Principessa d'Orange olandese per proprio diritto come erede apparente al trono.

## Principesse d'Orange
Châlon-Arlay 
| Immagine | Nome                     | Padre                                                      | Nascita | Matrimonio        | Diventò principessa                 | Cessò di essere principessa        | Morte                    | Consorte     |
| -------- | ------------------------ | ---------------------------------------------------------- | ------- | ----------------- | ----------------------------------- | ---------------------------------- | ------------------------ | ------------ |
|          | Maria di Baux suo jure   | Raimondo V di Baux (Baux)                                  | -       | 11 aprile 1386    | 10 febbraio 1393                    | ottobre 1417                       | ottobre 1417             | Giovanni I   |
|          | Giovanna di Montfaucon   | Enrico II di Montbéliard (Montfaucon)                      | -       | aprile 1418       | ottobre 1417 ascesa del marito      | 14 maggio 1445                     | 14 maggio 1445           | Louis I      |
|          | Eleonora d'Armagnac      | Giovanni IV, Conte d'Armagnac (Armagnac)                   | 1423    | 26 settembre 1446 | 26 settembre 1446                   | 6/11 dicembre 1456                 | 6/11 dicembre 1456       | Louis I      |
|          | Bianca di Gamaches       | Guillaume, Signore di Gamaches (Gamaches)                  | -       | -                 | -                                   | 3 dicembre 1463 morte del marito   | 23 maggio 1479           | Louis I      |
|          | Caterina di Bretagna     | Riccardo, Conte di Etampes (Montfort)                      | 1428    | 19 agosto 1438    | 3 dicembre 1463 ascesa del marito   | 27 settembre 1475 morte del marito | prima del 22 aprile 1476 | Guglielmo II |
|          | Giovanna di Borbone      | Carlo I, Duca di Borbone (Borbone)                         | 1442    | 21 ottobre 1467   | 27 settembre 1475 ascesa del marito | 1493                               | 1493                     | Giovanni II  |
|          | Filiberta di Lussemburgo | Antonio di Lussemburgo, Conte di Ligny (Lussemburgo-Ligny) | -       | gennaio 1494      | gennaio 1494                        | 15 aprile 1502 morte del marito    | May 1539                 | Giovanni II  |

 Nassau 
| Immagine | Nome           | Padre                            | Nascita        | Matrimonio     | Diventò Principessa | Cessò di essere Principessa     | Morte          | Consorte |
| -------- | -------------- | -------------------------------- | -------------- | -------------- | ------------------- | ------------------------------- | -------------- | -------- |
|          | Anna di Lorena | Antonio, Duca di Lorena (Lorena) | 25 luglio 1522 | 22 agosto 1540 | 22 agosto 1540      | 15 luglio 1544 morte del marito | 15 maggio 1568 | Renato   |

 Orange-Nassau 
| Immagine | Nome                           | Padre                                                          | Nascita           | Matrimonio       | Diventò Principessa              | Cessò di essere Principessa        | Morte            | Consorte          |
| -------- | ------------------------------ | -------------------------------------------------------------- | ----------------- | ---------------- | -------------------------------- | ---------------------------------- | ---------------- | ----------------- |
|          | Anna di Egmont                 | Massimiliano di Egmond (Egmond)                                | marzo 1533        | 6 luglio 1551    | 6 luglio 1551                    | 24 marzo 1558                      | 24 marzo 1558    | Guglielmo I       |
|          | Anna di Sassonia               | Maurizio I, Elettore di Sassonia (Wettin)                      | 23 dicembre 1544  | 25 agosto 1561   | 25 agosto 1561                   | 22 marzo 1571 matrimonio annullato | 18 dicembre 1577 | Guglielmo I       |
|          | Carlotta di Borbone            | Luigi, Duca di Montpensier (Borbone-Montpensier)               | 1546/7            | 24 giugno 1575   | 24 giugno 1575                   | 5 maggio 1582                      | 5 maggio 1582    | Guglielmo I       |
|          | Louise de Coligny              | Gaspard II de Coligny (Coligny)                                | 23 settembre 1555 | 24 aprile 1583   | 24 aprile 1583                   | 10 luglio 1584 morte del marito    | 13 novembre 1620 | Guglielmo I       |
|          | Eleonora di Borbone-Condé      | Enrico I, Principe di Condé (Borbone-Condé)                    | 30 aprile 1587    | 23 novembre 1606 | 23 novembre 1606                 | 20 febbraio 1618 morte del marito  | 20 gennaio 1619  | Filippo Guglielmo |
|          | Amalia di Solms-Braunfels      | Giovanni Alberto I, Conte di Solms-Braunfels (Solms-Braunfels) | 31 agosto 1602    | 4 aprile 1625    | 23 aprile 1625 ascesa del marito | 14 marzo 1647 morte del marito     | 8 settembre 1675 | Federico Enrico   |
|          | Maria Enrichetta d'Inghilterra | Carlo I d'Inghilterra (Stuart)                                 | 4 novembre 1631   | 2 maggio 1641    | 14 marzo 1647 ascesa del marito  | 6 novembre 1650 morte del marito   | 4 dicembre 1660  | Guglielmo II      |
|          | Maria d'Inghilterra            | Giacomo II d'Inghilterra (Stuart)                              | 30 aprile 1662    | 4 novembre 1677  | 4 novembre 1677                  | 28 dicembre 1694                   | 28 dicembre 1694 | Guglielmo III     |

## Come titolo personale e di cortesia
Orange-Nassau 
| Immagine | Nome                       | Padre                                                | Nascita          | Matrimonio       | Diventò Principessa              | Cessò di essere Principessa      | Morte           | Consorte                 |
| -------- | -------------------------- | ---------------------------------------------------- | ---------------- | ---------------- | -------------------------------- | -------------------------------- | --------------- | ------------------------ |
|          | Maria Luisa d'Assia-Kassel | Carlo I, Langravio d'Assia-Kassel (Assia-Kassel)     | 7 febbraio 1688  | 26 aprile 1709   | 26 aprile 1709                   | 14 luglio 1711 morte del marito  | 9 aprile 1765   | Giovanni Guglielmo Friso |
|          | Anna di Gran Bretagna      | Giorgio II di Gran Bretagna (Hannover)               | 2 novembre 1709  | 25 marzo 1734    | 25 marzo 1734                    | 22 ottobre 1751 morte del marito | 12 gennaio 1759 | Guglielmo IV             |
|          | Guglielmina di Prussia     | Principe Augusto Guglielmo di Prussia (Hohenzollern) | 7 agosto 1751    | 4 ottobre 1767   | 4 ottobre 1767                   | 9 aprile 1806 morte del marito   | 9 giugno 1820   | Guglielmo V              |
|          | Guglielmina di Prussia     | Federico Guglielmo II di Prussia (Hohenzollern)      | 18 novembre 1774 | 1º ottobre 1791  | 9 aprile 1806 ascesa del marito  | 16 marzo 1815 diventa regina     | 12 ottobre 1837 | Guglielmo VI             |
|          | Anna Pavlovna di Russia    | Paolo I di Russia (Romanov)                          | 18 gennaio 1795  | 21 febbraio 1816 | 21 febbraio 1816                 | 7 ottobre 1840 diventa regina    | 1º marzo 1865   | Guglielmo VII            |
|          | Sofia di Württemberg       | Guglielmo I di Württemberg (Württemberg)             | 17 giugno 1818   | 18 giugno 1839   | 7 ottobre 1840 ascesa del marito | 7 marzo 1849 diventa regina      | 3 giugno 1877   | Guglielmo VIII           |
|          | Máxima Zorreguieta         | Jorge Zorreguieta                                    | 17 maggio 1971   | 2 febbraio 2002  | 2 febbraio 2002                  | 30 aprile 2013 diventa regina    | -               | Guglielmo Alessandro     |
|          | Caterina Amalia suo jure   | Guglielmo Alessandro (Orange-Nassau)                 | 7 dicembre 2003  | -                | 30 aprile 2013                   | In carica                        | -               | -                        |